# Heinrich Krug
Heinrich Krug (Berlino, 22 settembre 1911 – ...) è stato un pallanuotista tedesco, vincitore di una medaglia d'argento all'olimpiade di Berlino 1936.